# 방주연
방주연(1951년 1월 25일 ~ )은 대한민국의 가수이다.

## 노래
- 슬픈 연가(1970)
- 꽃과 나비(1970)
- 생각해보세요(1972)
- 정(1971)가수[조용필]90년에 리메이크함
- 그대 변치 않는다면(1971)
- 너하나 나하나(1972)
- 기다리게 해놓고(1974)
- 당신의 마음(1973)
- 자주색 가방(1974)
- 연 화(1972)
- 오솔길(1971)
- 말해주겠니(1974)
- 공항 대합실(1980)
- 남남북녀(1975,이용복과 듀엣)
- 연포 애인들(1971)
- 부탁해요(1975)
- 가고 없는 날(1970)
- 엄마와 딸(2020)
- 부자이더라(2020)
- 사루비아탱고(2020))
- 상주 가는 길(2022)